# Trim (hrad)
Hrad Trim (irsky Caisleán Bhaile Atha Troim) je největší normanský hrad v Irsku. Hradní areál se rozkládá na ploše 30 000 m² na břehu řeky Boyne ve městě Trim v hrabství Meath

## Původ názvu
Uvádí se, že jméno hradu a města pochází pravděpodobně z irského výrazu áth Truim, znamenajícího "brod u starých stromů", neboť v těchto místech byl odpradávna důležitý brod přes řeku Boyne.

## Historie

### Založení hradu
Hrad Trim byl správním centrem středověkého panství Meath (Lordship of Meath), které bylo jedním z nových administrativních území v Irsku, zřízených anglickým králem Jindřichem II. Toto území zhruba odpovídalo původnímu irskému království Meath (ve staré irštině Mide, což znamená Střed). Pánem tohoto správního celku se jako Lord of Meath stal v roce 1172 normanský rytíř Hugh de Lacy.

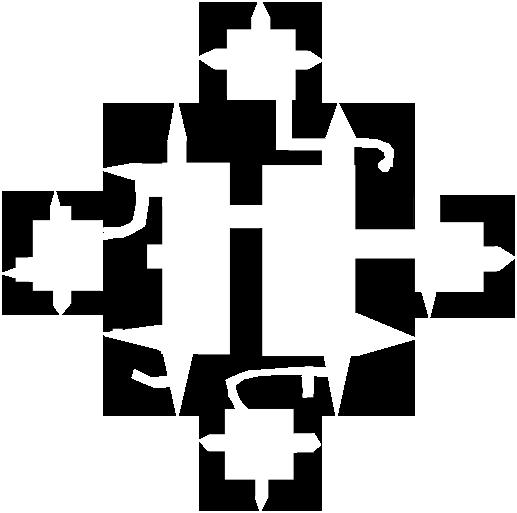
Půdorys donjonu hradu Trim

Hugh de Lacy nechal na návrší nad řekou Boyne vybudovat rozlehlý hrad, z větší části ze dřeva, obklopený dvěma řadami palisád a hlubokým příkopem. Když v roce 1173 Hugh de Lacy odcestoval do Francie, aby se připojil k francouzskému králi, jmenoval správcem hradu Hugha Tyrrela, svého spolubojovníka a dalšího představitele normanské invaze do Irska. V té době se na nový normanský hrad rozhodl zaútočit poslední z irských velkých králů Ruadrí Ua Conchobair. Irové hrad dobyli a vypálili. Vzápětí však byli Irové nuceni ustoupit a Normané postupně obnovili své sídlo. Po Hughovi de Lacym se výstavby ujal jeho nejstarší syn Walter, který rozlehlý kamenný hrad dokončil v roce 1224.

### Hlavní části hradu

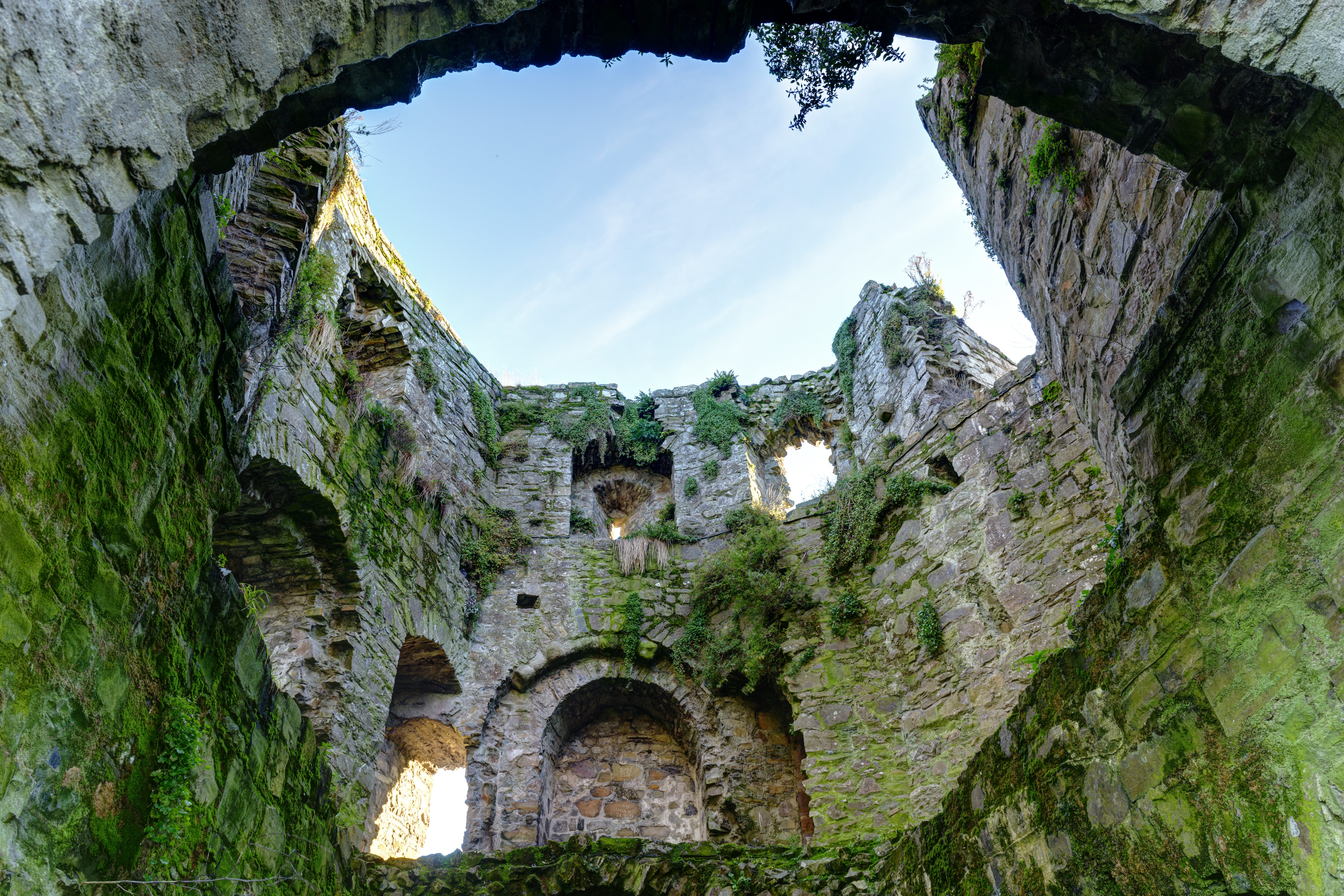
Pozůstatky jedné z hradních věží

Ústředním objektem hradu je mohutná třípatrová obranná a obytná věž - donjon, vybudovaná na unikátním půdorysu v podobě kříže. Zdi donjonu jsou tři metry silné. Hradby (kurtiny) vznikly postupně ve třech etapách. Jako první byly v 70. letech 12. století vybudovány hradby a Trimská brána (Trim Gate) na severní a západní straně. Na přelomu 12. a 13. století vznikla Dublinská brána (Dublin Gate) a nakonec během prvních dvou dekád 13. století byly postaveny hradby s kruhovými baštami na jižní straně.

### 14. - 21. století
V druhé polovině 14. století za vlády Richarda II. hrad přešel do vlastnictví anglické koruny a do 15. století zde byla královská mincovna. Objekt sloužil podle potřeby též jako vězení. V roce 1649 byl hrad Trim silně poškozen vojsky Olivera Cromwella. Po těchto událostech se hrad a přilehlé panství staly majetkem rodu Wellingtonů. Jako poslední z onoho rodu byl majitelem hradu Trim Arthur Wellesley, 1. vévoda z Wellingtonu. V roce 1993 převzal hrad irský stát od posledních majitelů z rodu Plunkettů. Po provedení archeologického průzkumu a zabezpečovacích prací byl hrad Trim v roce 2000 zpřístupněn veřejnosti.

## Dostupnost
Hrad Trim je přístupný denně od dubna do konce října, v zimních měsících pak pouze o víkendech. Vstup je zpoplatněný.